# Picnik
Picnik era un servizio disponibile su Internet fondato da Mike Harrington e da Darrin Massena che consentiva di modificare le foto direttamente online, senza che fosse necessario scaricare né installare nulla.
Permetteva di importare foto da Facebook, Myspace, Picasa, Flickr, Photobucket ed offriva anche la possibilità di caricare foto salvate sul proprio computer.
La maggior parte degli strumenti erano gratuiti e non occorreva registrarsi per accedervi, tuttavia Picnik offriva anche una serie di strumenti di modifica e opzioni aggiuntive per un abbonamento annuale (Picnik premium al costo di 24,95 dollari l'anno).
Picnik, in passato, ha stretto una partnership con Flickr per l'editing diretto delle fotografie.
Il 1º marzo 2010 è stata acquistata da Google per poi annunciare la sua chiusura in data 19 aprile 2013.